# Campionat d'escacs d'Algèria
El campionat d'escacs d'Algèria és un torneig d'escacs estatal d'Algèria per determinar el campió del país. El primer campionat tingué lloc el 1975.

## Quadre d'honor
| #  | Any        | Guanyador              | Guanyadora         |
| -- | ---------- | ---------------------- | ------------------ |
| 1  | 1975       | Chaabi                 |                    |
| 2  | 1976       | Boulsane               |                    |
| 3  | 1977       | Henni                  |                    |
| 4  | 1978       | Abdelatif Kharchi      |                    |
| 5  | 1979       | Abdelatif Kharchi      |                    |
| 6  | 1980       | Zitouni Cherrad        |                    |
| 7  | 1981       | Aziz Madani Benhadi    |                    |
| 8  | 1982       | Abdelhamid Slimani     |                    |
| 9  | 1983       | Abderahmane Bousmaha   |                    |
| 10 | 1985       | Abderahmane Bousmaha   |                    |
| 11 | 1986       | Kamel Sebih            |                    |
| 12 | 1988       | Mahfoud Boudiba        |                    |
| 13 | 1988       | Kamel Sebih            |                    |
| 14 | 1990       | Kamel Sebih            |                    |
| 15 | 1991       | Abd'Ennacer Bammoune   |                    |
| 16 | 1992       | Abdelnour Ahmed Zaid   |                    |
| 17 | 1993       | Kamel Sebih            |                    |
| 18 | 1994       | Ryad Rizouk            |                    |
| 19 | 1995       | Mohamed Henni          |                    |
| 20 | 1996       | Mohamed Henni          |                    |
| 21 | 1997       | Mohamed Henni          |                    |
| 22 | 1998       | Mohamed Henni          |                    |
| 23 | 1999       | Aimen Rizouk           |                    |
| 24 | 2000       | Mohamed Henni          |                    |
| 25 | 2001       | Saad Belouadah         |                    |
| 26 | 2002       | Saad Belouadah         |                    |
| 27 | 2003       | Mohamed Henni          |                    |
| 28 | 2004       | Saad Belouadah         |                    |
| 29 | 2005       | Mohamed Haddouche      |                    |
| 30 | 2006       | Badr-Eddine Khelfallah |                    |
| 31 | 2007       | Saad Belouadah         |                    |
| 32 | 2008       | Tarek Goutali          |                    |
| 33 | 2009       | Mohamed Haddouche      |                    |
| 34 | 2010       | Saad Belouadah         |                    |
| 35 | 2011       | Mohamed Haddouche[2]   | Sabrina Latreche   |
| 36 | 2012       | Mohamed Haddouche      |                    |
| 37 | 2013       | Mohamed Haddouche[3]   | Amina Mezioud[4]   |
| 38 | 2014[5]    | Mohamed Haddouche      | Lylia Meghara      |
| 39 | 2015[6][7] | Mohamed Haddouche      | Sabrina Latrache   |
| 40 | 2016       | Chafik Talbi           | Sabrina Latreche   |
| 41 | 2017       | Mohamed Haddouche      | Sabrina Latreche   |
| 42 | 2018       | Bilel Bellahcene       | Sabrina Latreche   |
| 43 | 2019       | Chafik Talbi           |                    |
| 44 | 2021       | Massinas Djabri        | Chahrazed Djerroud |
| 45 | 2022       | Massinas Djabri        | Chahrazed Djerroud |
| 46 | 2023       | Massinas Djabri        | Rania Nassr        |
| 47 | 2024       | Abdellah Amrane        | Rania Nassr        |

## Campiobns algerians d'escacs per correspondència
1. Mohamed Samraoui (1981-1984)
2. L. Hamidouche (1983-1985)
3. Mohamed Samraoui (1984-1986)
4. Mohamed Samraoui (1985-1987)
5. Abderraouf Chorfa (1986-1988)
6. M. Abdelauf (1987-1989)
7. Lahouari Meslem (1988-1990)
8. Mohamed Samraoui (1989-1991)
9. Gmar Benagoudjil (1990-1993)
10. Med Said Amrane (1991-1994)
11. Boualem Bendou (1992-1998)
12. Med Said Amrane (1994-1997)
13. Mohamed Samraoui-Samy Ould Ahmed (2007-2008) [8]
14. Samy Ould Ahmed (2008-2009) [9]
15. Mourad Boumbar (2010-2011) [10]
16. Mourad Boumbar-Khaled Dorbane (2010-2011) [11]
17. Mourad Boumbar (2011-2012) [12]